# Ingrid Bolsø Berdal
Ingrid Bolsø Berdal (Levanger, 2 maart 1980) is een Noors actrice. Ze studeerde aan de Universiteit van Trondheim en drie jaar aan de School voor de kunst in Oslo (KHiO).